# Верхнее Кювиканда
Верхнее Кювиканда — пресноводное озеро на территории Амбарнского сельского поселения Лоухского района Республики Карелии.

## Общие сведения
Площадь озера — 1,1 км². Располагается на высоте 69,1 метров над уровнем моря.
Форма озера лопастная, продолговатая: оно на три километра вытянуто с запада на восток. Берега изрезанные, каменисто-песчаные, преимущественно возвышенные.
Через озеро течёт река Кювиканда, впадающая в Белое море.
В озере расположено не менее семи безымянных островов различной площади.
Населённые пункты вблизи водоёма отсутствуют.
Код объекта в государственном водном реестре — 02020000711102000002750.